# لوکا فلاویو آرتاریا
لوکا فلاویو آرتاریا (انگلیسی: Luca Flavio Artaria؛ زادهٔ ۲۵ ژوئن ۱۹۹۱) بازیکن فوتبال است.